# Vestura minereusalis
Vestura minereusalis är en fjärilsart som beskrevs av Walker 1858. Vestura minereusalis ingår i släktet Vestura och familjen nattflyn. Inga underarter finns listade i Catalogue of Life.